# National Center for Charitable Statistics
Das National Center for Charitable Statistics (NCCS) ist ein Clearinghaus für Daten des US-Nonprofit-Sektors. Es wurde 1982 gegründet. Der Sitz ist in Washington, D.C.
Das NCCS war an der National-Taxonomy-of-Exempt-Entities-Klassifikation beteiligt, welche Non-Profit-Organisationen basierend auf ihrer Mission and Programaktivitäten in eine von über 100 möglichen Kategorien einteilt. Nach dem NTEE klassifiziert auch der IRS die Non-Profit-Organisationen.